# Addison Farmer
Addison Farmer (Council Bluffs, Iowa, 21 augustus 1928 - 2 februari 1963) was een Amerikaanse jazzbassist. Hij was de tweelingbroer van Art Farmer.

## Biografie
Farmer werd een uur na zijn broer geboren. Hij groeide op in Phoenix, Arizona. In 1945 verhuisden de broers naar Los Angeles, waar ze naar Jefferson High School gingen, een school waar veel aandacht werd gegeven aan muziek. Ze ontmoetten hier later bekend geworden musici zoals Sonny Criss, Ernie Andrews, Big Jay McNeely en Ed Thigpen. Ze verdienden geld als professioneel muzikant.
Addison Farmer kreeg basles van Fred Zimmermann en studeerde aan Juilliard en Manhattan School of Music. Eind 1945 speelde Farmer bij Johnny Alston and His Orchestra, waarmee hij opnames maakte voor het label Modern Music als begeleider van Jeanne De Metz en ook voor het label Blue Moon. Andere bandleden bij die opnames waren onder meer Al 'Cake' Wichard en King Fleming. Later nam hij ook op met de band van Teddy Edwards. Farmer speelde met zijn broer in verschillende groepen, waaronder bands van Benny Golson en Gigi Gryce. Hij speelde tevens met Mose Allison (opnames), Jay McShann, Charlie Parker en Miles Davis. Hij nam in zijn korte loopbaan op met o.a. Gene Ammons, Sonny Criss, Curtis Fuller/Hampton Hawes, Teo Macero, Anthony Ortega en Mal Waldron. Veel van die opnames waren voor het label Prestige Records.

## Discografie

### Als 'sideman'
Met Mose Allison
- Local Color (Prestige, 1957)
- Young Man Mose (Prestige, 1958)
- Ramblin' with Mose (Prestige, 1958)
- Creek Bank (Prestige, 1958)
- Autumn Song (Prestige, 1959)
- I Don't Worry About a Thing (Atlantic Records, 1962)
- Swingin' Machine (Atlantic, 1963)

Met Gene Ammons
- All Star Sessions (Prestige, 1950–55)
- The Happy Blues (Prestige, 1956)

Met Bob Brookmeyer
- Kansas City Revisited (United Artists, 1958)

Met Teddy Charles
- Word from Bird (Atlantic, 1957)
- Coolin' (New Jazz, 1957)
- The Prestige Jazz Quartet (Prestige, 1957)

Met Art Farmer
- Early Art (New Jazz, 1954)
- When Farmer Met Gryce (Prestige, 1954–55)
- Art Farmer Quintet featuring Gigi Gryce (Prestige, 1955)
- Bennie Green with Art Farmer (Prestige, 1956)
- Farmer's Market (Prestige, 1956)
- Three Trumpets (Prestige, 1957) met Donald Byrd en Idrees Sulieman
- Last Night When We Were Young (ABC-Paramount, 1957)
- Portrait of Art Farmer (Contemporary Records, 1958)
- Modern Art (United Artists, 1958)
- The Aztec Suite (United Artists, 1959)
- Meet the Jazztet (Argo, 1960) - met Benny Golson

Met Curtis Fuller en Hampton Hawes
- Curtis Fuller and Hampton Hawes with French Horns (Status Records, 1957 [1962])

Met Stan Getz
- The Soft Swing (Verve Records, 1957)

Met Teo Macero
- Teo (Prestige, 1957) - met het Prestige Jazz Quartet

Met Sahib Shihab
- The Jazz We Heard Last Summer (Savoy, 1957)

Met Mal Waldron
- Mal/4: Trio (New Jazz, 1958)
- Impressions (New Jazz, 1959)

Met anderen
- Teddy Edwards (Cool 'n Blue, 1946–48)
- Sonny Criss: California Boppin´ (Fresh Sound Records, 1957)